# Sedum mexicanum
Sedum mexicanum là một loài thực vật có hoa trong họ Crassulaceae. Loài này được Britton miêu tả khoa học đầu tiên năm 1899.